# Polyeucte Berlier de Vauplane
Pour les articles homonymes, voir Famille Berlier de Vauplane, Berlier (homonymie) et Vauplane.
Polyeucte Berlier de Vauplane est un avocat français, docteur en droit, bâtonnier de Tours, né le 15 décembre 1846 à Marseille et mort à Tours le 9 avril 1920 . Il est enterré au cimetière Saint-Pierre à Marseille. Il est le frère de Henri Berlier de Vauplane.
Il fut chef de cabinet du Garde des Sceaux et du ministre de la justice, substitut du procureur général à Lyon, défenseur des congrégations religieuses après la loi d'expulsion de 1880, en particulier lors du procès du Refuge. Monarchiste , il s'engage comme membre actif du parti royaliste. Il défend le comte de Sabran-Pontevès devant la Haute Cour de Justice.

## Biographie

### Famille
La famille Berlier de Vauplane fait partie des familles subsistantes d'ancienne bourgeoisie de Provence. Elle s'établit à Draguignan. Elle est issue de Balthazar Berlier (1489-1560), juge majeur à Barcelonnette,, dans le Var. Plusieurs des membres de cette famille furent consuls et maires de Draguignan et de Tourtour.
Marc-Antoine Berlier (1709-1793), épouse  Maguerite Arnoux de Vauplane (1759) et se retrouve en possession de la seigneurie de Vauplane, Polyeucte demanda la confirmation de l'usage de l'Ancien Régime d’adjoindre à son nom de famille le nom de la terre, ce qui lui fut confirmé par le Conseil d'Etat. Le nom « de Vauplane », issue d'une terre près du village de Soleilhas, provient de son arrière-grand-mère paternelle, de la façon suivante :
- Marc Antoine Berlier (1709-1793), capitaine, aide major du régiment de Provence, premier consul de Draguignan. Il épouse en 1759 Marguerite d'Arnoux de Vauplane (1744-1771)[7], fille de Guillaume Arnoux, seigneur de Vauplane et d'Anne Thérèse Cirlot[8]
  - Emmanuel Esprit François Berlier de Vauplane (1771-1860) épouse en 1796 Désirée Marie Chieusses (1776-1858)[9]
    - Adolphe François Marc Antoine Berlier de Vauplane (1806-1875), épouse en 1846 Aimable Victorine Delphine Longuet
      - Marie Polyeucte Emmanuel Berlier de Vauplane (1846-1920) épouse en 1876 Marie Célestine Marguerite Peltereau (1854-1928).
        - François Berlier de Vauplane (1883-1939)

      - Henri Berlier de Vauplane (1853-1937) épouse en 1884 Alice Marie Mélanie de Pighetti (1863-1955)
        - Jacques Berlier de Vauplane (1885-1914), ancien élève de l'École Sainte-Geneviève et de l'École spéciale militaire de Saint-Cyr (promotion 1906), lieutenant au 7e cuirassiers, mort pour la France, tué à l'ennemi à Sailly (Nord) le 15 octobre 1914.  Il est chevalier de l'ordre national de la Légion d'honneur à titre posthume, avec citations à l'ordre de la division et de l'armée[10],[11].
        - Marcel Berlier de Vauplane (1889 - 1941), agent de change
        - Hervé Berlier de Vauplane (1893-1923), entré dans la Compagnie de Jésus le 15 octobre 1910, séjourne au Caire de 1914 à 1915, est nommé prêtre du diocèse de Marseille et meurt à Aix-en-Provence le 12 février 1923 à l'âge de 30 ans des suites de ses blessures dues à une attaque au gaz[12],[13].
        - Robert Berlier de Vauplane (1896-1917), mort pour la France. Incorporé au corps expéditionnaire français à Salonique, il meurt torpillé à son retour en France sur le transport des troupes "Sontay"[14]

Il épouse en 1876 Marie Peltereau, d'une ancienne famille de Château-Renault (Indre-et-Loire) qui compte plusieurs personnalités dont le député René-Armand Peltereau-Villeneuve. De ce mariage, naîtront en 1878 Elisabeth, en 1880 Anne Marie, François Berlier de Vauplane en 1883 et Jeanne en 1885. Il est le frère ainé de Henri Berlier de Vauplane, avocat, docteur en droit, professeur de droit et critique musical.
La relation entre ces personnalités se résume de la façon suivante, :
- Pierre Peltereau (1679-1730) épouse en 1707 Marie Catherine Bausan
  - Pierre Jacques René Peltereau (1714-1761) épouse en 1741 Sylvie Ciret puis en 1750 Françoise Debure (1725-1754)
    - Emmanuel Peltereau  (1746-1828) épouse Marie Catherine Ménagé[17] (1750-1805)
      - Pierre Claude Placide Peltereau  (1781-1857), fabricant de cuirs, chevalier de l'ordre national de la Légion d'honneur en 1847[17]. Il épouse en 1813 Désirée Marie Anne Bardon.
        - Placide "Le Jeune" Emmanuel Peltereau  (1815-1868), fabricant tanneur, chevalier de l'ordre national de la Légion d'honneur en 1863[18]. Il épouse Léontine Louise Emma Avenant.
          - Marie Célestine Marguerite Peltereau (1854-1928) épouse en 1876 Polyeucte Berlier de Vauplane (1846-1920)
            - François Berlier de Vauplane (1883-1939)

    - Jacques Pierre René Peltereau-Villeneuve (1751-1783) épouse en 1777 Marie Madeleine Rosalie Truguet
      - René Michel Peltereau-Villeneuve (1781-1859) épouse en 1800 Marie Louise Eulalie Gardien
        - René-Armand Peltereau-Villeneuve (1806-1881) épouse en 1834 Louise Thérèse Félicie Raulot

### Formation
Il fait ses études secondaires chez les jésuites de Notre-Dame de Mongré à Villefranche-sur-Saône, puis vient à Paris pour y effectuer ses études de droit. Il est docteur en droit en janvier 1872. Membre de la Conférence Olivaint, il en fut aussi l'un des présidents.

### Carrière professionnelle
Il allait s'engager dans le corps franc d'Émile Keller, à Lyon, quand l'armistice est signé, le 28 janvier 1871. Substitut à Chalon-sur-Saône (1873), il est nommé chef de cabinet du garde des sceaux Adrien Tailhand dans le cabinet Cissey (1874-1875) puis substitut du procureur général à Lyon en 1875.
Attaqué à partir de 1879 par la presse radicale de Lyon pour ses opinions légitimistes et catholiques, il est révoqué du corps de la magistrature par le gouvernement Charles de Freycinet, le 7 février 1880 dans le cadre de la politique d'épuration de la République. Il quitte Lyon pour Paris appelé par Albert de Mun pour organiser le Comité parisien de Défense religieuse. Après un séjour à Marseille, il vient s'installer en 1873 à Tours où il s'inscrit au barreau.

### Engagement royaliste
Vice-président du comité royaliste de Touraine, il se voue essentiellement à la défense des religieux et des religieuses (par exemple, dans l'affaire dite du "refuge de Tours" en 1903) à la suite des décrets d'expulsion des congrégations, et de la cause royaliste. Il sera l'animateur de la liste conservatrice d'Indre-et-Loire aux élections législatives de 1885 et il se présentera en 1889 dans la circonscription de Tours-Nord contre le député sortant, sans succès. Il ne cessa de soutenir le parti royaliste et la cause catholique.
Légitimiste convaincu s'étant rendu plusieurs fois à Froshdorf rendre visite au comte de Chambord, et une fois celui-ci décédé, se rallie au comte de Paris. Il rend ainsi visite à ce dernier au château d'Eu avant son départ le 24 juin 1886.
Il participe comme délégué provincial à l'Assemblée générale des Cahiers 1889, il est membre fondateur de l'association de la presse monarchique et catholique, président de la ligue de l'Action française (Tours), vice-président du comité royaliste d'Indre-et-Loire, vice-président de l'Association des Jurisconsultes catholiques à partir de 1904, et collaborateur régulier de la Revue Catholique des Institutions et du Droit .
Il participe activement à la création de l'Union des catholiques pour la défense de leurs droits du colonel Keller et est membre du Comité de Saint Pierre (au titre duquel il accueille un détachement d'engagés zouaves du Canada), chargé de récolter des fonds pour financer les soldats pontificaux lors de l'unification italienne.
Il est vice-président de la société La Paternelle et administrateur de la colonie pénitentiaire et agricole de Mettray à laquelle il consacre un livre en 1890.

### Procès du «Complot antisémite, nationaliste et royaliste»
En 1899, il défend le comte Jean de Sabran-Pontevès au procès intenté devant la Haute Cour de Justice, présidée par Armand Fallières, contre le « Complot antisémite, nationaliste et royaliste ».

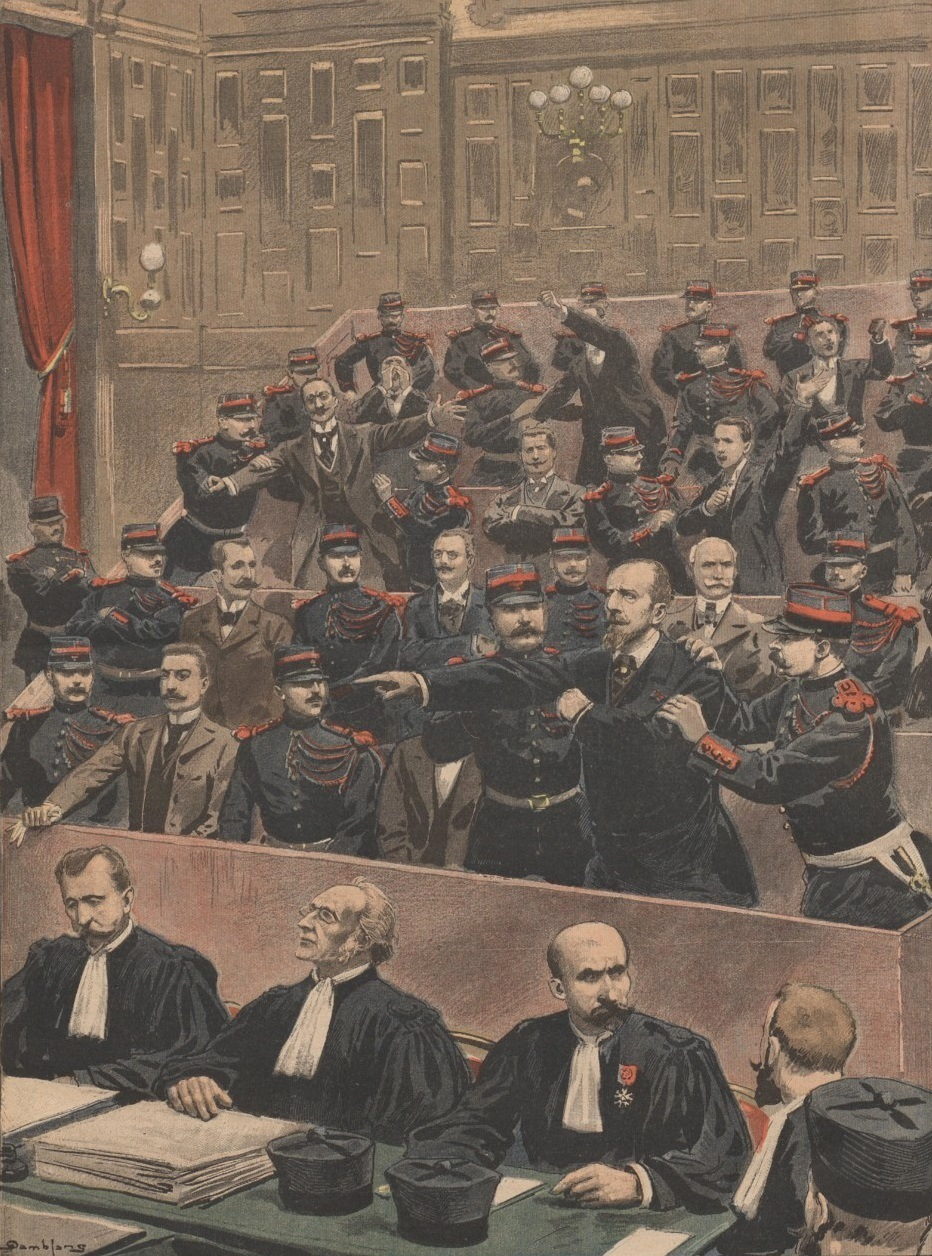
Banc des accusés à la Haute Cour (Petit Journal illustré, 1899-12-03)

« Les débats dirigés par Armand Fallières occupèrent 47 séances à la fin de l'année 1899. Le pays vivait dans une atmosphère encore orageuse, et l'arrêt du Conseil de guerre qui avait condamné Dreyfus pour la deuxième fois, en attendant sa réhabilitation par la Cour de cassation, ne datait que de quelques semaines. À la Haute Cour, la fièvre n'était pas moins grande et les débats furent d’une violence soutenue. À plusieurs reprises l'un ou l'autre des accusés fut expulsé de l'audience, ou condamné à des peines de prison pour outrages [...] À propos du Président de la République, Déroulède déclara " qu'il croyait qu'on nommerait un honnête homme " et déclara " À Président indigne, présidence troublée. " Il cria une autre fois aux sénateurs : " Je suis venu ici pour vous jeter mon mépris au visage. Vous êtes des bandits Vous êtes des misérables » Et il faut croire que l'énervement gagna les juges à leur tour puisqu'un avocat leur reprocha leurs " hurlements ". Pour finir, la Haute Cour, écartant l'accusation d'attentat et retenant celle de complot, condamna les chefs et acquitta les autres accusés. Contre Déroulède et Buffet, elle prononça une peine de dix ans de bannissement, et contre Guérin une peine de dix ans de détention pour rébellion. Marcel Habert et Eugène de Lur-Saluces, qui se constituèrent prisonniers par la suite, furent condamnés chacun à cinq ans de bannissement. ».
Sabran-Pontevès fut acquitté par 152 voix contre 23.
Parmi les causes religieuses qu'il plaida, l'affaire du Refuge de Tours fit grand bruit en 1903 : une sœur de l'ordre de Notre-Dame de Charité était poursuivie devant le tribunal correctionnel de Tours pour violences et voies de fait sur treize pensionnaires. Ce procès aux répercussions nationales alimenta les débats les républicains et cléricaux, et qui aboutit à la loi de séparation des Eglises et de l'Etat du 9 décembre 1905. Georges Clémenceau  publia un compte-rendu des séances en supprimant la plaidoirie de Polyeucte Berlier de Vauplane. Sa plaidoirie "courageuse et sans concession" fait grand effet notamment par "la mise en cause des plaignantes dans leur crédibilité et moralité".
Après sa mort, le duc d'Orléans écrira à son fils le 25 avril 1920: " je ne saurai oublier pour ma part le dévouement qu'il n'a cessé de témoigner à l'idée monarchique, l'ardeur qu'il a toujours mis à son service, l'intelligence et le magnifique talent oratoire qu'il n'a cessé de prodiguer pour en assurer le triomphe".
Ardent adversaire des franc-maçons, lors de son décès, l'un de ceux-ci déclara " ce fut un redoutable adversaire pour notre ordre. Il était à la fois clairvoyant et irréductible. Bien qu'il ne soit pas convenable de se réjouir de la mort même d'un ennemi, nous ne pouvons nous empêcher d'éprouver une satisfaction quand un adversaire aussi redoutable vient à disparaître".

## Œuvres
- La Franc-Maçonnerie et les sociétés secrètes, A. Majest, 1883[33]
- Le cinquantenaire de Mettray, la colonie agricole, la maison paternelle, De Soye et fils, 1890 - 39 pages[34]

## Pour approfondir